# Изложба „Нови чланови” (1990)
Изложба „Нови чланови” се одржала од марта до октобра 1990. године у Галерији Удружења ликовних уметника Србије, Дому културе Смедерево, Дому културе Тутин и Галерији „Сопоћанска виђења” у Новом Пазару.

## Излагачи

### Сликарство
1. Драгица Антонијевић
2. Предраг Бачкоња
3. Сњежана Бебић
4. Здравко Велован
5. Драгомир Ђекић
6. Зоран Ђорђевић
7. Огњен Јеремић
8. Драгољуб Јовичић
9. Драган Кићовић
10. Дејан Клинцов
11. Славенка Ковачевић
12. Инга Михаиловић
13. Миливој Павловић
14. Татјана Пировић
15. Витомир Прелић
16. Љиљана Радосављевић
17. Милош Сарић
18. Небојша Симић
19. Весна Солдатовић
20. Бранка Стојановић
21. Зоран Чалија
22. Весна Чанак
23. Александра Шарановић

### Графичари
1. Славица Драгосавац
2. Душица Кирјаковић
3. Драган Момиров
4. Светлана Рибица
5. Владимир Ћетковић
6. Емир Шкандро

### Вајари
1. Срђан Апостоловић
2. Марина Васиљевић
3. Марко Кратохвил
4. Божица Рађеновић
5. Милена Томановић

### Проширени медији
1. Драгана Јовановић Жаревац